# Porta de Holstentor

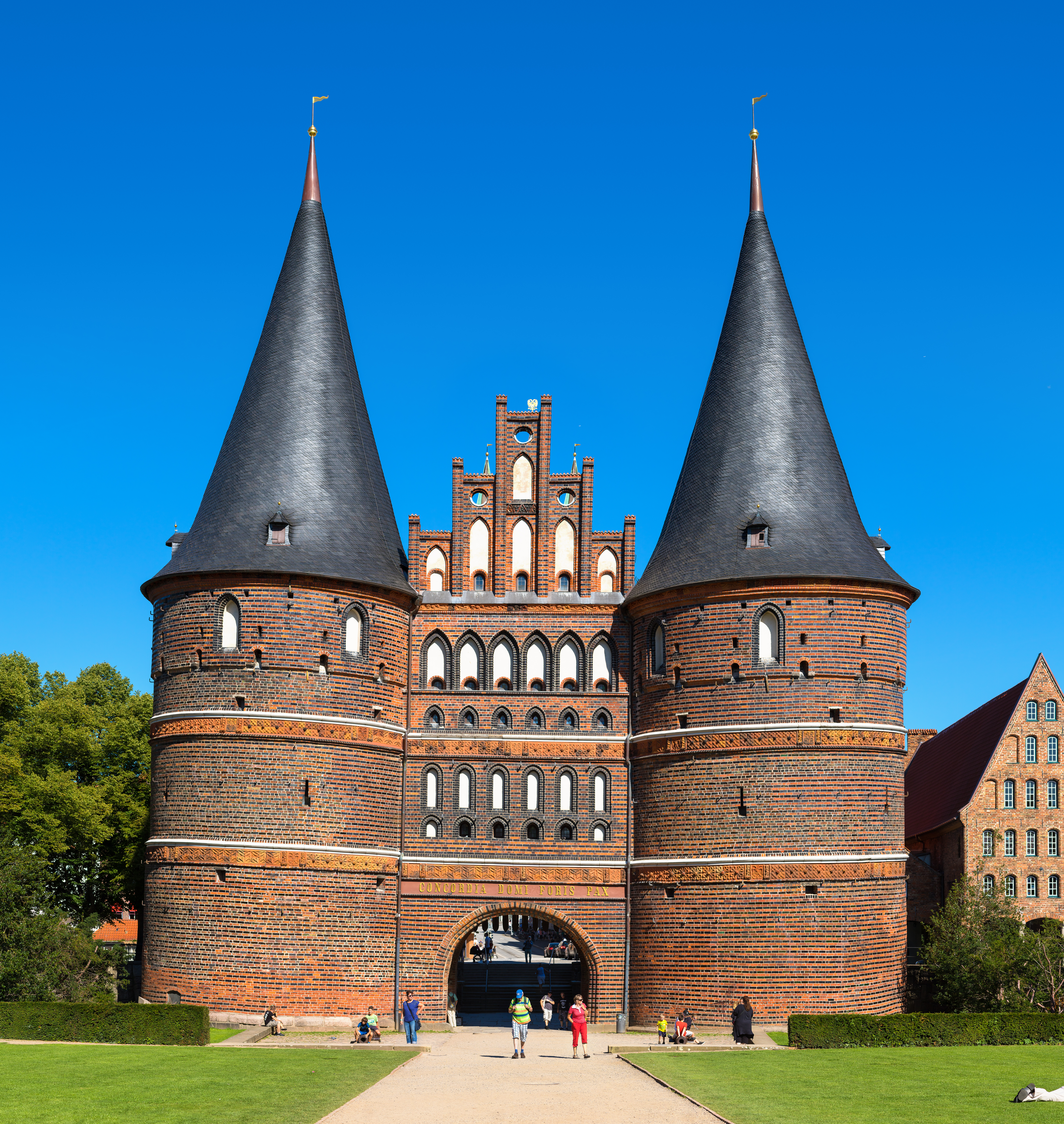
Holsten Gate ("lado do campo")

O Portão de Holsten  ("Holstein " Tor", mais tarde "Holstein") é um portão da cidade  a marcar a fronteira oeste do centro antigo da cidade Hanseática de Lübeck. Construído em 1464, a  construção de arquitetura gótica de tijolos é uma das relíquias  das fortificações da cidade medieval de Lübeck e uma das outras duas portas remanescentes da cidade, sendo o outro a Fortaleza de Portão ("Burgtor"). Conhecida por suas duas torres redondas e entrada em arco, ele é considerado até hoje como um símbolo da cidade. Juntamente com o centro da cidade velha (Altstadt) de Lübeck tem sido Património Mundial da UNESCO desde 1987.

## Aparência

""lado da cidade" de Holsten Gate em 2015

O Holstentor é composto de uma torre sul, uma torre norte e um edifício central. Ele tem quatro andares, exceto para o piso térreo do bloco central, onde a porta de passagem está localizada. O lado voltado para o oeste (fora da cidade) é chamado de "lado do campo", o lado virado para a cidade, o "lado da cidade".
As duas torres e o bloco central aparecem como uma só construção quando vistos a partir do lado da cidade. No lado do campo, as três unidades podem ser claramente diferenciadas. Aqui as duas torres formam semicírculos que ao seu ponto mais largo expandem-se 3,5 metros além do bloco central. As torres têm telhados cónicos; o bloco central tem um frontão.

### Passagem e inscrições

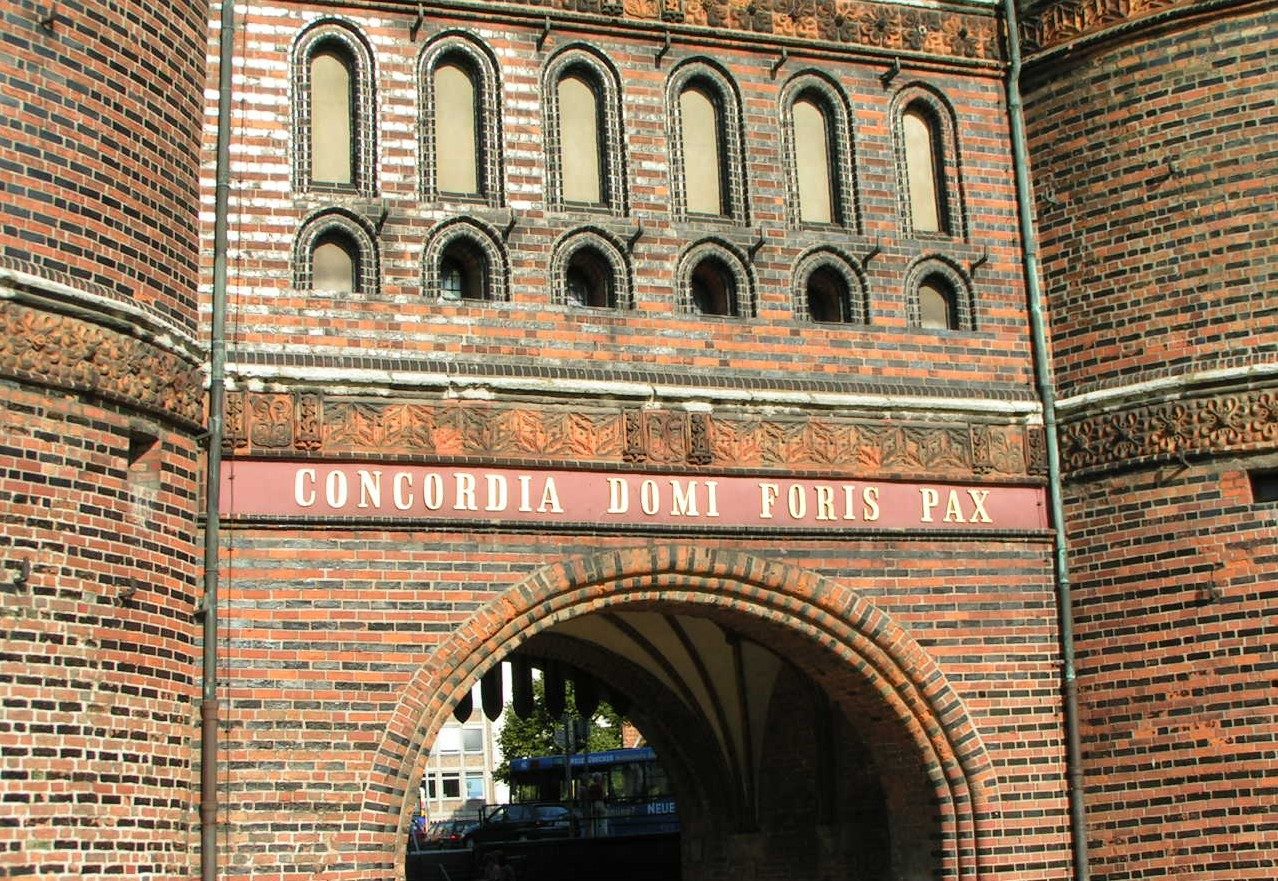
Inscrição no campo do lado do Holsten Gate: CONCORDIA DOMI FORIS PAX

A passagem tinha duas portas no lado do campo, que não sobreviveram. Um rastrilho instalado em 1934 não corresponde as instalações de segurança originais. Em vez disso, havia um assim-chamado "órgão de tubos" neste local, com barras individuais, que podiam ser baixadas separadamente e não em conjunt. Assim, era possível baixar todas menos uma ou duas hastes, deixando uma pequena folga para seus próprios homens passarem através dela mais tarde. Há uma inscrição sobre a passagem tanto no lado da cidade quanto no lado do campo.
No lado da cidade se lê, "SPQL" e é enquadrada pelos anos de 1477 e 1871, sendo a primeira a suposta data de construção (a data correta é, no entanto, agora sabida como sendo 1478), sendo esta última a data da restauração da porta e a fundação do Reich alemão. Esta inscrição foi modelada  no "SPQR" romano ( em latim - Senatus populusque Romanus - o Senado e Povo de Roma) e significa Senatus populusque Lubecensis. Foi, no entanto, posta apenas em 1871. Anteriormente não havia nenhuma inscrição neste local. Isso também teria sido inútil, pois a visão das partes inferiores do Holstentor do lado da cidade foi obscurecida por muros altos.
Ha outra inscrição na lateral de campo. O texto diz "concordia domi foris pax" ("harmonia por dentro, a paz por fora"). Esta inscrição é também de 1871, e é uma forma abreviada do texto, que tinha estado previamente sobre o  portal externo(não mantida) : "Concordia domi et pax foris sane res est omnium pulcherrima" ("a harmonia do lado de dentro e a paz do lado de fora, são de fato o maior bem de todos"; ver "Exterior Holsten Gate" abaixo).

### Fortificações no lado do campo
Funcionalmente, os lados do campo e da cidade tem projetos muito diferentes. Enquanto o lado da cidade é ricamente decorado com janelas, isso seria inapropriado para o lado do campo, considerando a possibilidade de situações de combate. No lado do campo só hsá portanto,  algumas pequenas janelas. Além disso, as paredes são intercaladas com embrasuras. Além disso, a espessura da parede no lado de campo é maior do que no lado da cidade: 3,5 metros em comparação a menos de 1 metro. O raciocínio durante a construção pode ter sido ser capaz de destruir rapidamente o portão do lado da cidade em uma situação de emergência, para que não caísse nas mãos do inimigo como um baluarte.
As lacunas e as aberturas das câmaras de armas são voltadas para o lado do campo. Em cada torre, havia três  câmaras  de armas  cada uma no térreo, primeiro e segundo andares. Aquelas no piso térreo, não foram preservadas. Uma vez que o edifício tem diminuído ao longo dos séculos, eles estão agora cerca de 50 centímetros abaixo do nível do solo, e até mesmo abaixo do novo piso. No primeiro andar superior há, além das referidas câmaras, duas fendas para armas de pequeno porte que estavam acima e entre as três câmaras. Também existem pequenas aberturas no terceiro andar superior com fendas voltadas para frente e para baixo, para disparo de armas de pequeno calibre.
O bloco central não tem brechas. As janelas acima da passagem também foram projetadas para atingir invasores com piche ou água fervente.

### Ornamentação
O mais impressionante não-funcionais enfeites são dois os chamados terracota listras que circulam o prédio. Trata-se de azulejos individuais, a maioria dos quais são quadrados com lados de 55 centímetros. Cada peça tem uma das três diferentes ornamentos: um arranjo de quatro heráldico, lírios, um simétrico lattice, ou de uma representação de quatro folhas de cardo. Não há nenhuma ordem aparente para estes símbolos recorrentes, mas cada grupo de oito blocos é sempre seguido por um bloco com um design diferente. Ele tem a forma de um escudo heráldico e tem o Lübeck heráldico de águia ou de uma árvore estilizada. Estes escudos são ladeado por duas figuras masculinas, que funcionam como portadores de um brasão de armas.
A terracota listras foram reparados durante o trabalho de restauração entre os anos de 1865 e 1870. Apenas três dos azulejos originais são preservados como espécimes de museu. As novas telhas de se aproximar da ex-design, apesar de liberdades foram tomadas durante a restauração. Por exemplo, o desenho da águia heráldica motivo não é uma reflexão do original.
O frontão também não foi fielmente restaurada, mas isso não é culpa dos restauradores, uma vez que, no século XIX, ele teve sido ido, e a sua aparência original era desconhecido. Um antigo modo de exibição em um retábulo em Lübeck fortaleza mosteiro mostra um Holsten Gate, com cinco frontão torres. Mas desde que esta imagem mostra o Holstentor Portão no meio de uma fantasia paisagem de montanhas e florestas a credibilidade da representação é disputada. Hoje, três torres coroa o frontão, mas eles são visíveis apenas do lado da cidade.
Ele foi construído com tijolos vermelhos.

### Interior

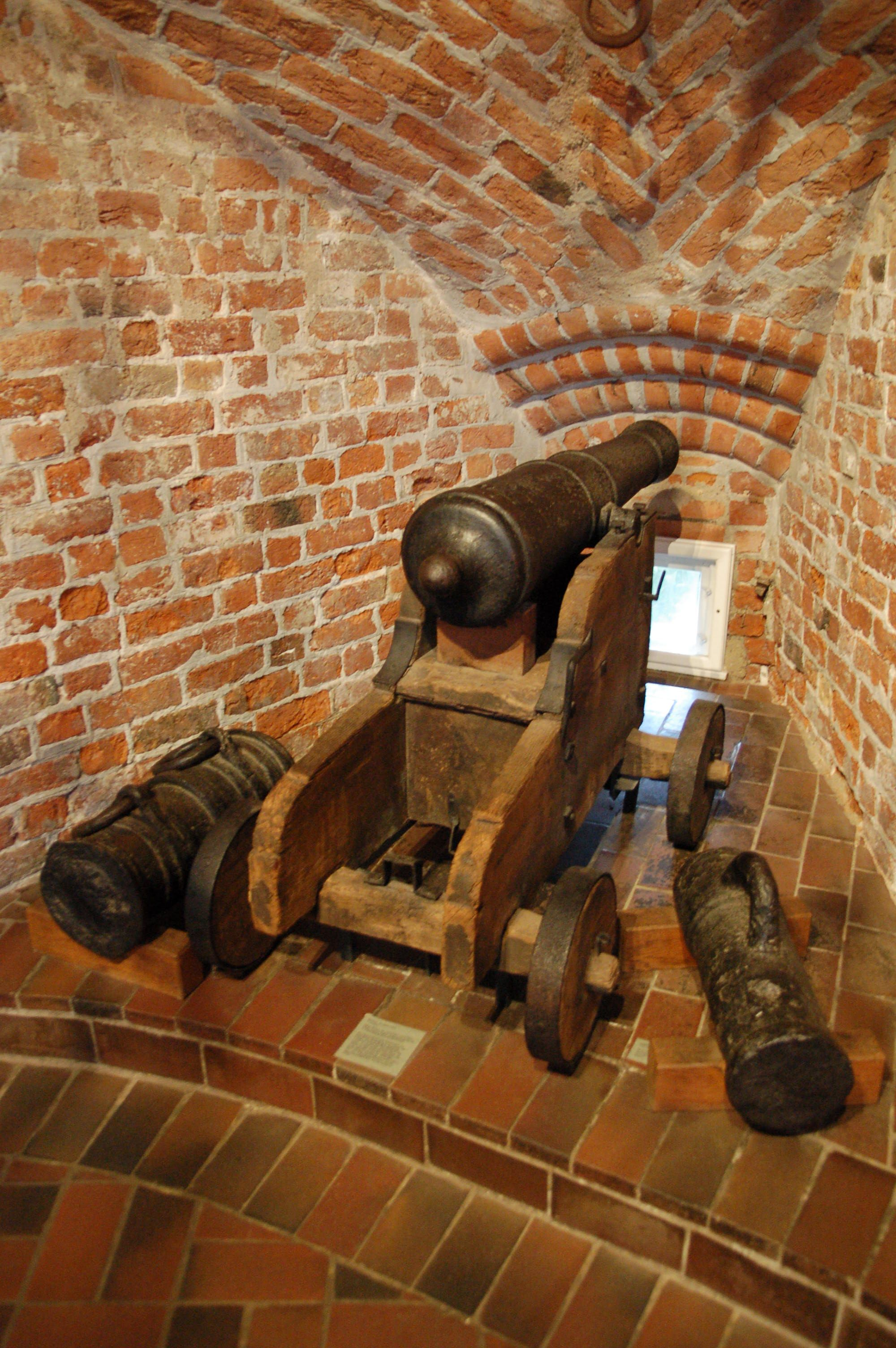
Reprodução moderna de um canhão no Holsten Gate

Tanto a torre de interiores têm o mesmo design. Rés-do-chão e primeiro andar superior tem os mais altos tectos, enquanto os pisos superiores são muito mais baixos. Duas estreitas escadas em espiral de vento o seu caminho para cima, em cada caso, entre o edifício central e da torre adjacente. Em cada andar corredores conectar os quartos do bloco central com quartos torre no mesmo nível. O teto da torre norte do segundo andar foi removido, de modo que, hoje, a segunda e a terceira parte superior andares compartilham um espaço comum. Esta alteração de datas a partir de 1934, e não reflectir a situação original.
A arma câmaras estão na frente das brechas. Hoje, existem armas nas câmaras do segundo andar, mas eles não são originais e foram colocadas em uma data final. Acima a arma câmaras são ganchos de que as cadeias foram suspensos e anexado ao canhão para amortecer o recuo após a queima. A maior arma câmaras do primeiro andar superior pode ser acessado somente por escadas.

## História
Os ricos e ricos cidade Hanseática de Lübeck, sentiu a necessidade de, no curso dos séculos, para se proteger de ameaças externas, com cada vez mais fortes muralhas e fortificações. Três portões que davam acesso à cidade: a Fortaleza de Portão, no norte, Fábrica de Portão, no sul, e o Holsten Gate, em oeste. A leste, a cidade era protegida por represado Wakenitz Rio. Aqui, a menos marciais Hüxter Portão levou para fora da cidade.
Estes portões da cidade foram inicialmente simples portões que foram repetidamente reforçado ao longo do tempo, de modo que eles, eventualmente, todos tiveram uma externa, média e interna do portão. Hoje, apenas fragmentos permanecem desses antigos portões da cidade. O portão, agora conhecida como a Fortaleza de Portão é o ex-Interior Cidadela Porta; o Meio Exterior e a Cidadela Gates não existem mais. Todos os três Fábrica de Portões tenham desaparecido completamente. O portão, agora conhecida como a Holsten Gate é o ex-Meio Holsten Gate; havia também um (ou mais) Interior de Holsten Gate, um Exterior Holsten Gate, e até mesmo um quarto portão, conhecido como o Segundo Exterior Holsten Gate. Assim, a história da Holsten Gate, na verdade, é a história de quatro torneios portões, embora apenas um deles é para a esquerda.
Os nomes do indivíduo portões alterado como uma questão de curso como seus componentes, surgiu e desapareceu. O Meio de Holsten Gate era uma vez o Exterior Holsten Gate antes de as portas em ambos os lados foram construídos. Ainda hoje existe uma grande confusão sobre os nomes como se estuda o registro histórico. Quatro portas e a sua história são descritas abaixo.

### Interior Holsten Gate

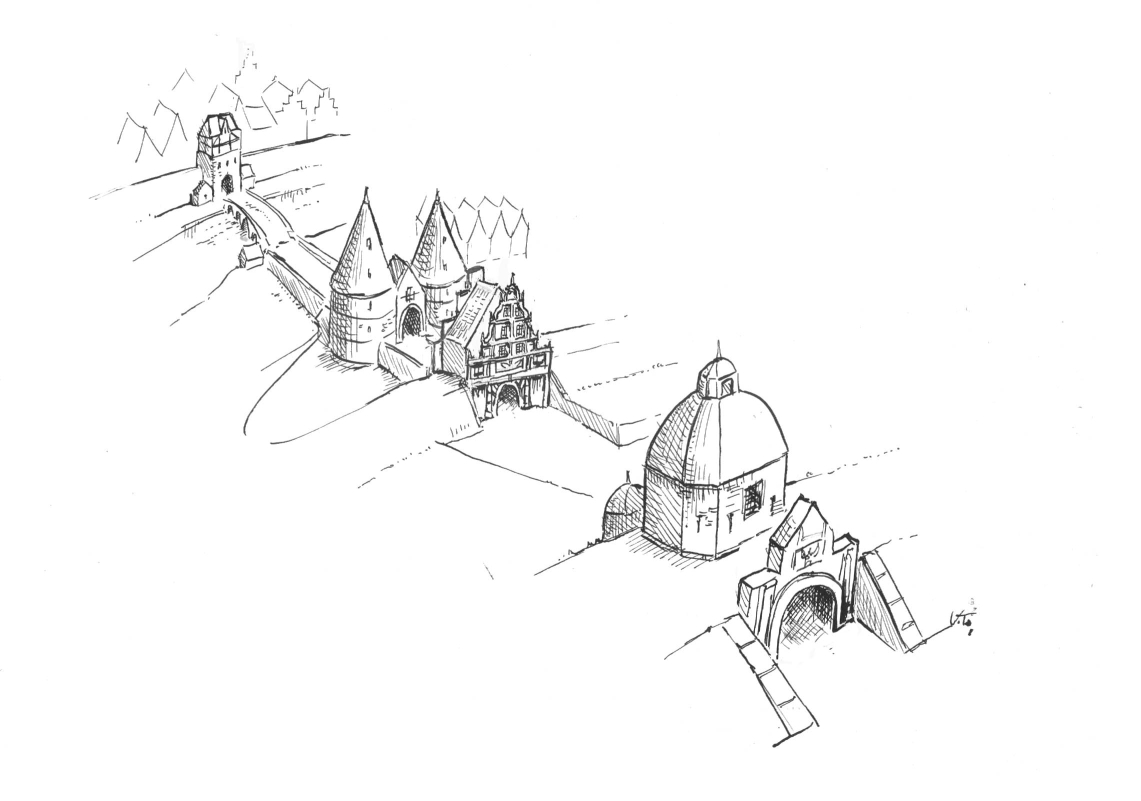
O Holsten Gate, em 1700 - O desenho mostra os vários portões como eles apareceram por volta de 1700. Na frente, a Segunda Exterior Holsten Gate é visível, seguido do Exterior e Meio de Holsten Portas Atrás do Holsten Ponte é o Interior de Holsten Gate—neste quadro de enxaimel de construção, que substituiu o original porta, no século XVII.

O mais antigo Holsten Gate guardado nas proximidades bancos da Trave do Rio. Teve que deixar a cidade através deste portão para chegar ao Holsten Ponte que atravessava o rio. Não se sabe quando o portão foi construído aqui pela primeira vez. O Holsten Ponte foi mencionado pela primeira vez em um 1216 ato assinado pelo rei da Dinamarca. É provável que, já naquele tempo, havia um portão e uma parede da cidade, junto a Trave do Rio. As designações "Holsten Ponte" (e "Holsten Gate") são simplesmente uma consequência do fato de que a cidade ocidental de saída foi no sentido de Holstein.
Registros históricos indicam que o Holsten Ponte e Holsten Gate foram renovadas em 1376. Há boas evidências para a aparência do portão erguido em uma xilogravura de uma vista da cidade de Lübeck produzido por Elias Diebel. Apesar de esta ser uma cidade vista do leste, Wakenitz lado do antigo centro da cidade de colina, o artista tem dobrado as partes essenciais da porta, do lado ocidental, para que também eles se tornam visíveis. Era uma torre retangular com uma galeria de madeira na parte superior.
Em uma data desconhecida no século XVII, o Interior de Holsten Gate foi substituído por um menor, simples enxaimel porta—possivelmente porque nenhum ponto foi observado em ter um forte porta interior, na luz do forte exterior fortificações, que tinha sido erguida no mesmo período. O Interior de Holsten Tor estava ligado à morada dos tollkeeper, que protegiam o acesso à cidade neste local.
O enxaimel portão foi substituído por uma simples porta de ferro, em 1794, que por sua vez foi demolido em 1828, em conjunto com o tollkeeper da casa e o muro da cidade, junto a Trave do Rio.
É provável que havia uma porta, também, na margem oposta do Trave em uma data anterior. Mas nada se sabe de sua aparência. Se ela existiu, que foi demolido antes ou após a construção do Meio Holsten Gate.

### Meio De Holsten Gate
No século XV, a todo o portão de construção foi considerada inadequada. A proliferação de armas de fogo e canon fez mais forte fortificações necessárias. Decidiu-se construir um outro porta—Exterior Holsten Gate, mais tarde conhecido como o Meio de Holsten Gate e hoje apenas como o Holsten Gate. O financiamento foi garantido por um dos legados do vereador João Broling no montante de 4.000 Lübeck marcas. Em 1464, a cidade do arquiteto, Hinrich Helmstede, começou a construção, que foi concluída em 1478. Ele foi construído em uma de sete metros de altura hill levantada para o efeito. Já durante o período de construção desta fundação provou ser instável. A torre sul caídos por causa do solo pantanoso e já durante as construções foram feitas tentativas para compensar a sua inclinação.
Para mais história do Médio Holsten Gate, consulte a secção sobre a demolição e restauração abaixo.

### Exterior Holsten Gate
O exterior Holsten Gate também era conhecido como o Renascimento do Portão, o Foregate ou a Torto Portão. Ele foi construído no século XVI, quando uma parede foi construída a oeste de Meio Holsten Gate, em que uma porta foi inserido. O exterior Holsten Gate foi concluída em 1585. O novo porta obstruída visão do Meio Holsten Gate, desde a sua leste saída foi localizado apenas a 20 metros da construção. Uma área murada conhecido como o Zwinger foi criada entre as duas portas.
Sua foregate foi pequeno se comparado com os cerca de cem anos mais velho do Meio Holsten Gate, mas muito mais ricamente decorada do lado do campo. A cidade foi por contraste esquerda simples. O Exterior Holsten Gate foi o primeiro portão para suportar uma inscrição. Lê-se "Pulchra res est pax foris et concordia domi – MDLXXXV" ("é maravilhoso ter a paz sem o e a harmonia dentro de 1585") e foi colocado no lado da cidade. Ele mais tarde mudou-se para o lado do campo e ligeiramente modificado ("Concordia domi et foris pax sã res est omnium pulcherrima", "harmonia e paz sem são o maior bem de todos"). Ligado à porta, estava a casa da Parede Principal, que era responsável pela manutenção das fortificações.
O construtor do Renascimento portão foi, provavelmente, a cidade arquiteto Hermann von Rodou, que projetou a frente seguinte holandês protótipos. Por exemplo, o Nieuwe de Oosterpoort em Hoorn é diretamente comparável. Esta é a porta existiu por cerca de 250 anos e foi sacrificado para os caminhos de ferro; ele foi demolido em 1853 para fazer o quarto para a primeira estação de Lübeck e faixas. Hoje, essa estação não existe mais; o presente estação está localizada a cerca de 500 metros para o oeste.

### Segundo Exterior Holsten Gate
No início do século XVII de novas muralhas foram construídas em frente a cidade fosso, sob a supervisão do engenheiro militar Johhann von Brüssel. Como parte dessa construção de um quarto de Holsten Gate foi criado em 1621. Ele estava completamente integranted no alto das paredes e coberto por uma torre octogonal. As arcadas prestou as seguintes inscrições:"Si Deus pro nobis, quis contra nos" ( "Se Deus é por nós, quem será contra nós?" sobre a cidade de lado e "sub alis altissimi ( "Sob a proteção do altíssimo" no lado do campo. Esta porta foi o último dos quatro Holsten Portões para ser construído e foi o primeiro a desaparecer, nomeadamente, em 1808.

### Demolição e restauração no século 19
No curso da industrialização, as fortificações foram considerados apenas irritante obstáculos. Em 1808, o segundo exterior Holsten Gate foi demolido, em 1828, o interior de Holsten Gate, e em 1853 o exterior Holsten Gate. Em seguida, foi considerado apenas como uma questão de tempo antes do Meio Holsten Gate, o único remanescente de quatro portas, seria demolida. De fato, em 1855, em Lübeck cidadãos pediu ao Senado para, finalmente, demolir o restante do portão, pois dificultavam a extensão da ferrovia instalações. Esta petição tinha 683 assinaturas.

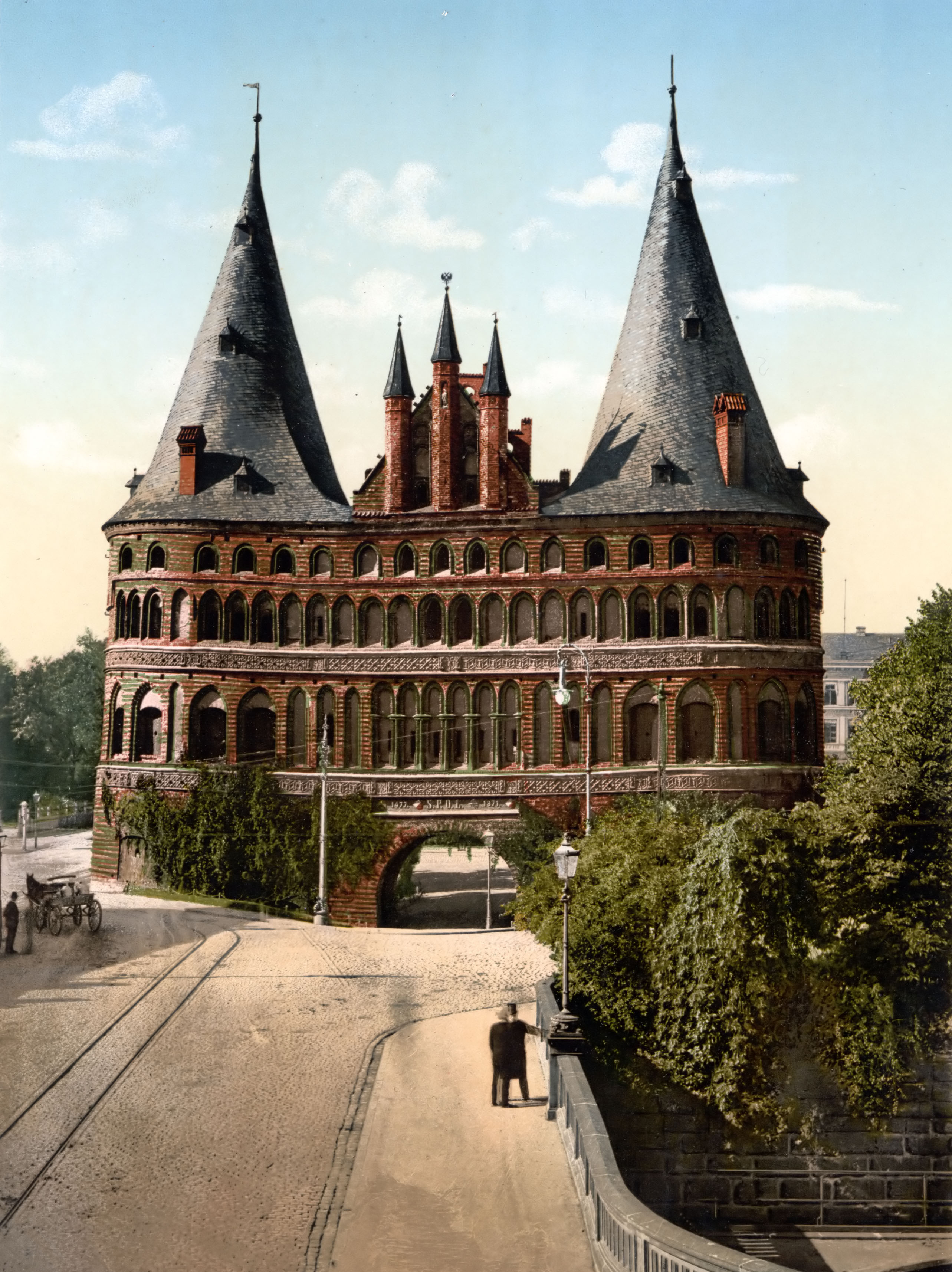
O Holsten Gate, por volta de 1900. Olhando para o oeste no portão do lado oriental, que enfrenta Lübeck centro antigo da cidade ("city lado")

Entretanto, não foi naquela época também cresce a resistência à destruição de edifícios antigos. 
Assim agosto de Reichensperger escreveu em 1852, "Mesmo Lübeck, uma vez que o orgulhoso chefe da Liga Hanseática, não parece capaz de suportar a reflexão de sua antiga glória. Ele aleija, culturas e cobre-se tão assiduamente que "Iluminismo moderno" em breve não tem nada para se envergonhar de nada mais". Quando o Rei Frederico Guilherme IV da Prússia, ouviu isso, enviou Prússia, em seguida, curador de monumentos históricos, Ferdinand von Quast, para salvar o que podia ser salvo.
Polêmica sobre a demolição foi por um longo tempo. A decisão foi tomada apenas em 1863, quando o Lübeck cidadãos, decidiu, por maioria de apenas um voto de não demolir o prédio, mas em vez disso extensivamente restaurá-lo. Enquanto isso, o portão estava em muito mau estado, uma vez que a cada ano ele tinha afundado a alguns centímetros mais para o chão. O menor brechas já estavam de 50 centímetros abaixo do solo, e a inclinação de todo o portão estava começando a ser perigoso. Este drasticamente as estatísticas do edifício, de modo a que o seu colapso foi temido. O Holsten Gate foi cuidadosamente restaurado, com trabalho contínuo em 1871.
Em seguida, houve uma mudança na relação de Lübeck população para o Holsten Gate. Ele não era mais percebido como problemático ruína, mas como um símbolo de um passado orgulhoso. Em 1925, a Associação alemã das Cidades fez o Holstentor seu símbolo. Tão cedo como em 1901, o marzipan fabricante Niederegger utilizado o Holsten gate, em sua companhia, marca. Outros Lübeck empresas fizeram o mesmo.

### Restauração de 1933/34
Desde as torres continuou a inclinação e o seu colapso ainda não puderam ser descartada, uma segunda restauração, tornou-se necessário. Isso ocorreu nos anos de 1933-34, durante o qual o Holsten Gate foi estabilizado para que ele finalmente se manteve firme. Neste final de restauração, de concreto armado âncoras foram usadas para proteger as torres, que foram cingidos por anéis de ferro. As alterações foram, no entanto, que não correspondem com o caráter original da porta, incluindo os acima mencionados fusão da torre norte andares. Os Nazistas transformaram o Holsten Gate em um museu. Foi chamado o Salão de Honra e de Glória, e era suposto representar Lübeck e da história alemã, a partir da perspectiva da ideologia Nazi.
Na segunda metade do século XX pequenos reparos foram feitos para o Holsten Gate, que não estão mais em linha com as normas vigentes para a conservação arquitectónica.

### Restauração 2005/06
A partir de Março de 2005 a dezembro de 2006, o Holsten Gate foi novamente restaurado. A restauração teve um custo estimado de cerca de um milhão de euros, com 498,000 de euros (o originalmente planejado custo) a ser fornecida pela Fundação alemã para o Monumento a Proteção e o Possehl Fundação. Os restantes custos foram, principalmente, cobertos através de doações de pessoas, empresas e instituições acadêmicas. Uma suástica, datado de 1934 foi cortada e levada pelas partes desconhecidas de alguns dias após o andaime foi instalado para os reparos. Foi considerada a última suástica ainda restantes em um edifício público na Alemanha e era suposto para ser escondida com chapas metálicas, como parte do trabalho de restauração. Uma placa com a data de 2006, foi colocar-se onde o roubado suástica tinha sido para comemorar a conclusão do trabalho de restauração.
Em 2 de dezembro de 2006, o Holstentor reaberta ao público como parte de um show de luz criado pelo artista Michael Batz. Por razões de segurança, a porta tinha sido obscurecida durante a restauração por uma resolução alta representação da porta, antes que a obra tinha começado, impresso em andaimes lonas.

## O Holsten Gate hoje

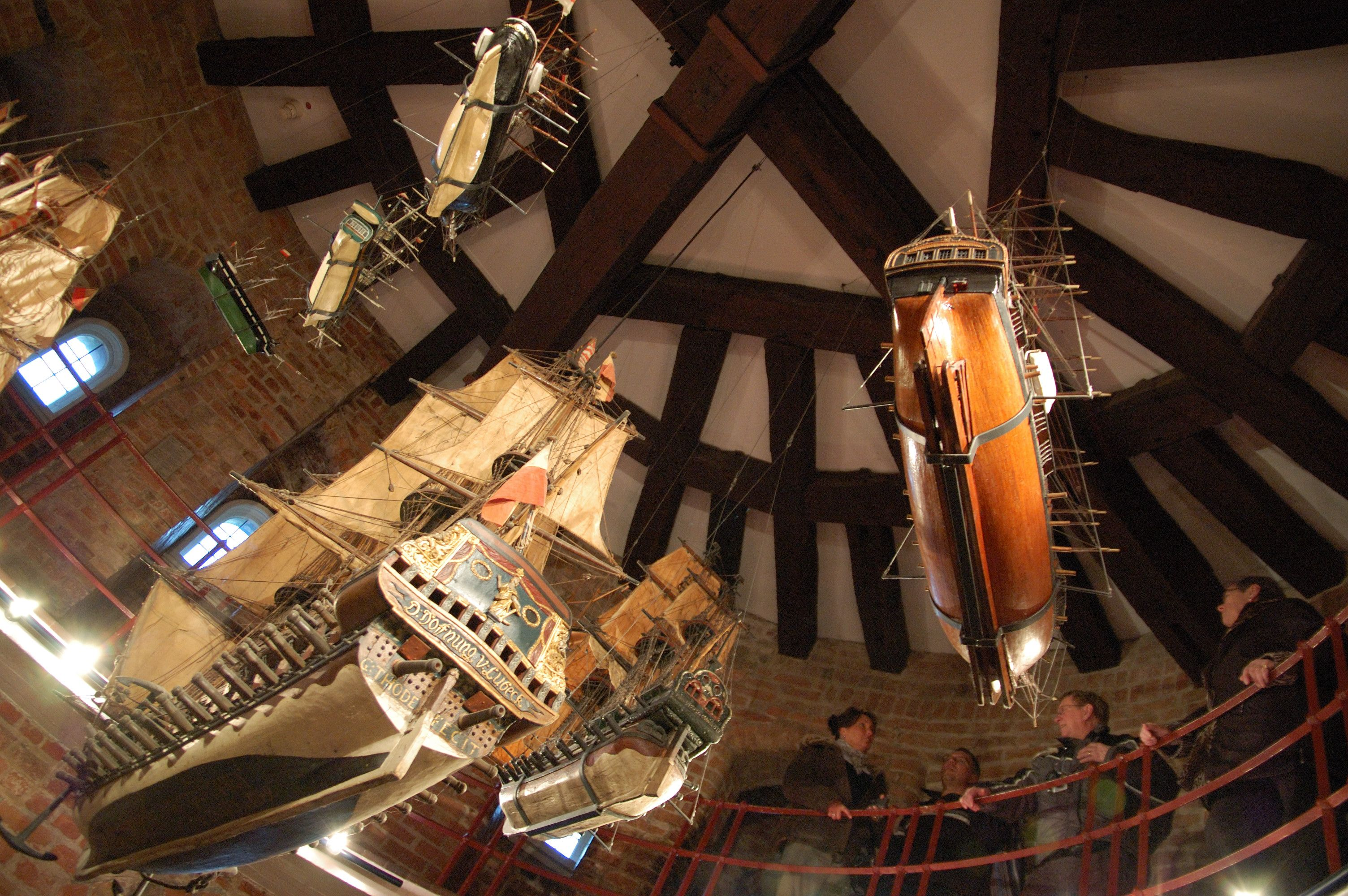
Modelos de navios no Holsten Gate

Em 1950, o Holsten Gate serviu novamente como um museu, desta vez para histórico municipal. Relíquias da cidade histórica de Lübeck foram apresentados, o desenvolvimento de medieval Lübeck foi mostrado usando modelos, fotos e modelos de navios da Liga Hanseática e a emblemática "Águia de Lübeck" foram exibidos. As características deste museu, também não foram historicamente precisas. Por exemplo, o museu também inclui uma câmara de tortura com uma masmorra, uma estante e outros dispositivos de tortura. Mas o Holsten Gate nunca tinha contidas qualquer coisa assim.

Os dois monumentais estátuas de ferro de reclinar leões colocados em uma área em frente ao Holsten Gate projetado por Harry Maasz data de 1823 e não são assinados Que são atribuídos aos Cristãos Daniel Rauch e pode, eventualmente, ter sido feita com a colaboração de um membro do Rauch oficina, Th. Kalide (1801-1863). Um leão está dormindo, o outro está desperta e atenta relação aos outros. Eles foram colocados em frente a casa construída em 1840 pelo Lübeck comerciante e colecionador de arte João Daniel Jacobj (1798-1847) em Große Petersgrube 18. Em 1873 foram colocados em frente ao Hotel Stadt Hamburg am Klingenberg, até a sua destruição, em 1942, durante a II Guerra Mundial, e só mais tarde, na frente do Holsten Gate. Eles são complementados por uma estátua de bronze do outro lado da rua, Caminhando Antilope, de autoria do escultor Fritz Behn.

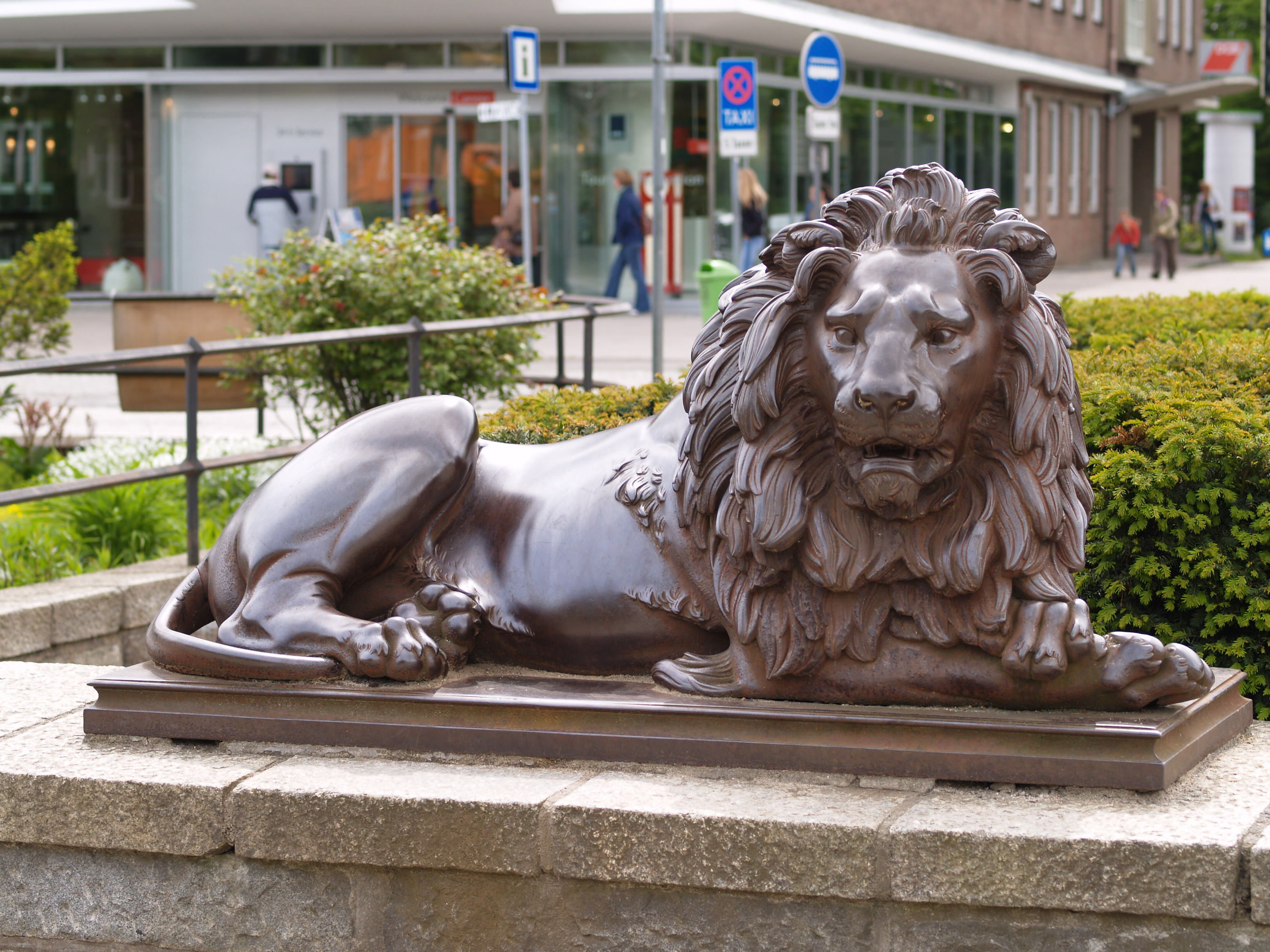
Leão em guarda
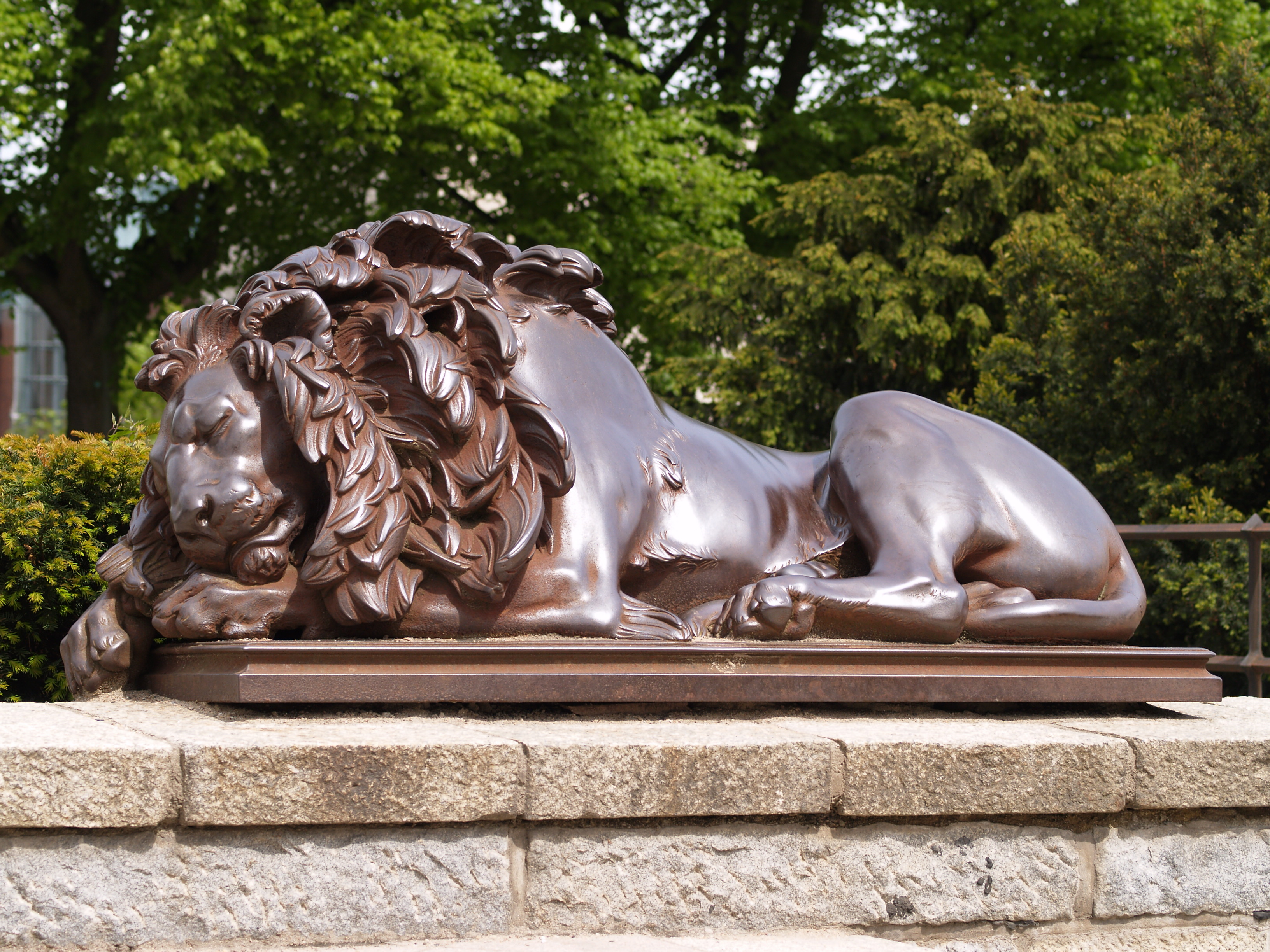
Leão dormir
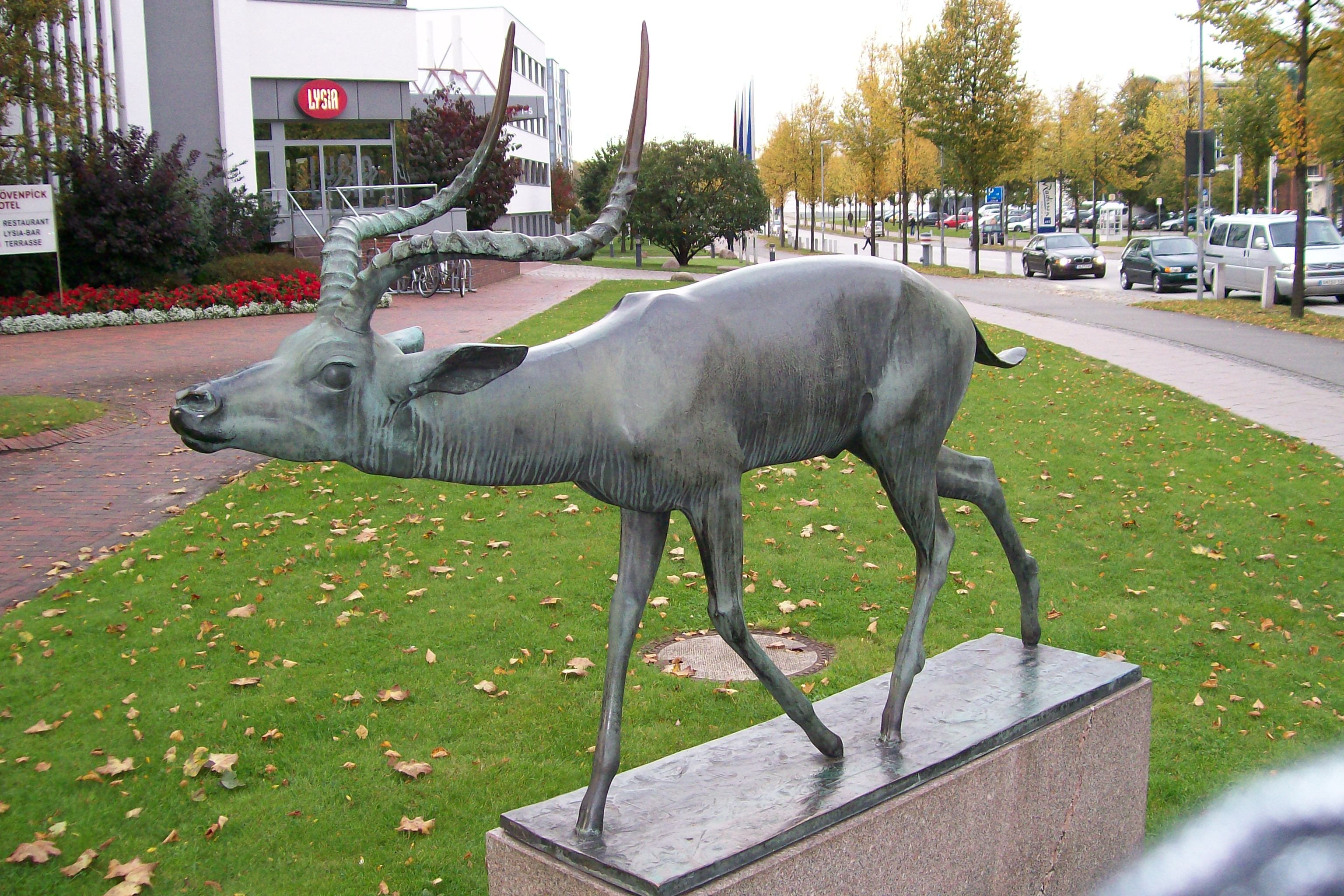
Caminhando antelope

O Museu Holsten Gate foi modernizado em 2002. Não só foi a câmara de tortura removido; todos os quartos foram redesenhados de acordo com um novo conceito que envolvem a integração da imagem e do som de documentação. A partir de 2006, o museu tem sido gerido pela Fundação Cultural da Cidade Hanseática de Lübeck.

## Arredores
O Holsten Gate está localizado em Lübeck cidade de parede complexo na principal via de acesso que liga a principal estação ferroviária com o subúrbio de St. Lorenz e atravessar a Puppen Ponte. O Holsten Gate Quadrado ("Holstentorplatz") é cercada de um lado por uma agência do Deutsche Bundesbank; com a nova construção, estendendo-se o original do Reichsbank de construção para trás. Por outro lado, há o tijolo expressionista Holsten Gate Hall ("Holstentorhalle") entre a histórica zona de armazéns de sal e a DGB Casa de Sindicatos ("Gewerkschaftshaus"). Este edifício foi alterado com fundos do Possehl Fundação para criar um ensaio e estabelecimento de ensino para Lübeck da Universidade de Música ("hochschule für musik de Lübeck") foi reconstruída. Outra ponte pedonal sobre a Trave Superior do Rio foi concluída na primavera de 2007 para fornecer uma ligação a universidade do edifício principal do complexo, no centro antigo da cidade.

## Diversos

### Em moeda e selos postais
O Holsten Gate aparece em 50 DM notas de banco produzidos a partir de 1960 a 1991, e na alemanha, duas moedas de euro emitidas em 2006.
Em 1948, ele apareceu em quatro maiores denominações (DM 1 DM 2, DM 3 e DM 5) da primeira longo prazo série de selos em marca alemão a moeda, que contou edifícios. Em 2000, apareceu sobre a 5 DM e 10 DM carimbo de postagem da outra série, "Lugares de Interesse".

### Em jogos de vídeo
O portão apareceu na simulação de negociação Patrícia
O portão também apareceu como um marco na Maxis PC jogo Simcity 3000.

### Outros usos
Desde 1926 houve uma estilização da Holsten Gate no emblema oficial da Associação alemã das Cidades (Deutscher Städtetag DST).
Um sistema simplificado de réplica em pequena escala de Holsten Gate foi concluída em 2008 para o Hansa Park, em Sierksdorf.